# آلتو کائول
التو کائول (به لاتین: Alto Cauale) یک شهرداری در آنگولا است که در استان اوییگه واقع شده‌ است.

## خصوصیات
التو کائول ۳٬۰۶۴ کیلومترمربع مساحت و ۱۰۴٬۰۰۰ نفر جمعیت دارد.